# Suspension (matematik)

Suspension av en cirkel

I algebraisk topologi är suspensionen av ett topologiskt rum M ett topologiskt rum som visualiseras som att en tub med M som tvärsnitt har hängts upp i två punkter. Konstruktionen är central inom homotopiteori.

## Definition
Givet ett topologiskt rum M, så är SM, suspensionen av M, det topologiska rum som får genom att bilda produkten {\displaystyle M\times [0,1]} och sedan identifiera alla punkter på formen (x,0) till en punkt, och alla punkter på formen (x,1) till en punkt.

## Egenskaper
Eftersom kontinuerliga avbildningar mellan två topologiska rum inducerar avbildningar på deras suspensioner, är suspension en funktor.
Homotopigrupperna för ett topologisk M är relaterade till de högre homotopigrupperna för SM. Relationen beskrivs av Freudenthals suspensionssats.